# Грудное вскармливание

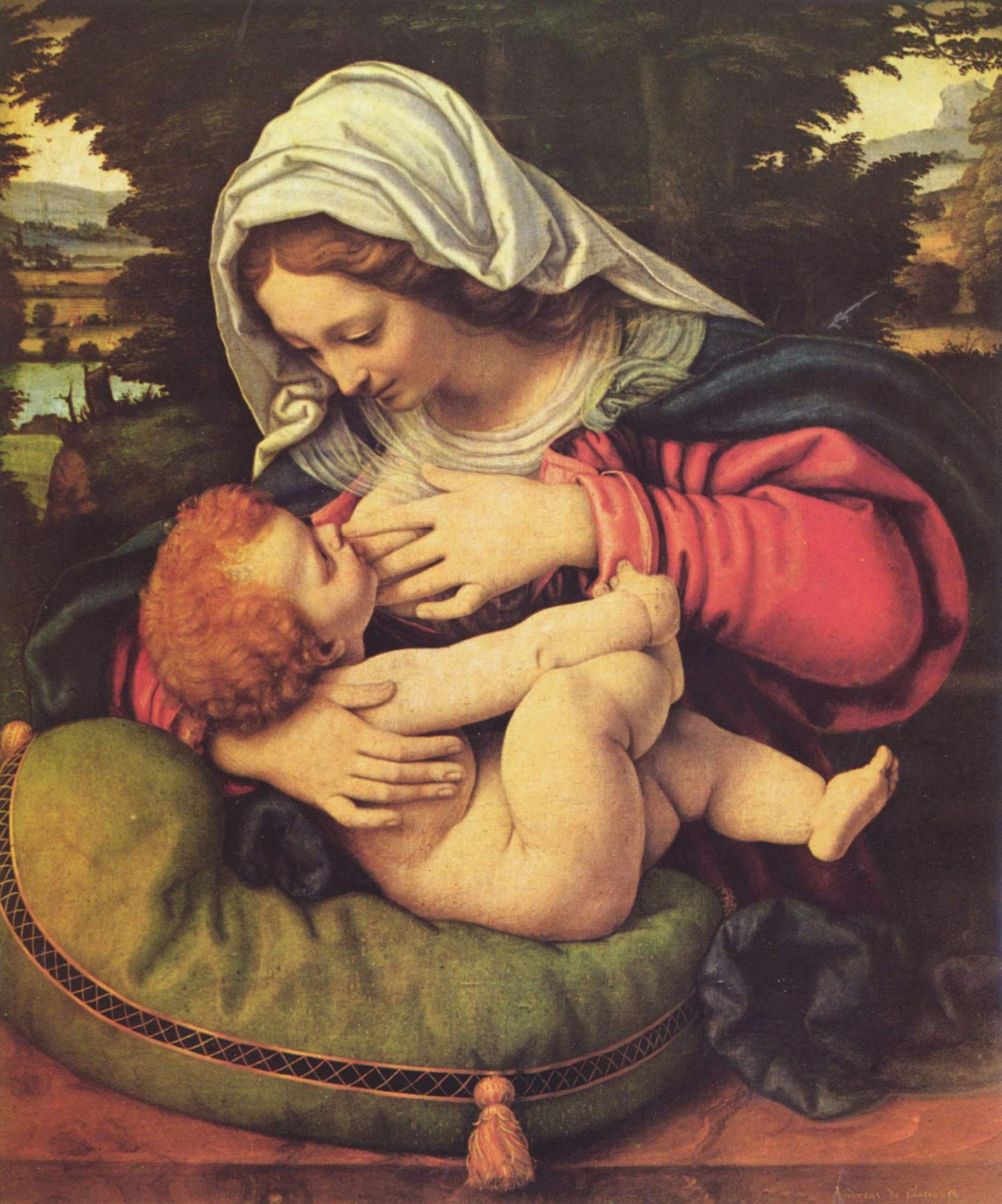
Андреа Соларио. Мадонна с зелёной подушкой (около 1507 года, Лувр)

Грудно́е, или есте́ственное вска́рмливание — эволюционно сформировавшаяся естественная форма питания человека от периода новорождённости до окончания грудного возраста, когда ребёнок начинает питаться сторонней пищей.
Грудное вскармливание собственной грудью может производить мать ребёнка или кормилица, также встречается вскармливание сцеженным женским молоком (матери или донорским молоком).
Всемирная организация здравоохранения (ВОЗ) и Детский фонд ООН (ЮНИСЕФ) указывают, что грудное вскармливание является наилучшим способом питания младенцев, что грудное молоко является оптимальной пищей для новорождённых, так как содержит питательные элементы, необходимые для здорового развития детей, и антитела, помогающие защитить малышей от распространённых детских болезней.
Всемирная организация здравоохранения в 2003 году выпустила статью: «Глобальная стратегия по кормлению детей грудного и раннего возраста», где описываются рекомендации по организации грудного вскармливания на различных административных уровнях.

## Механизм кормления грудью

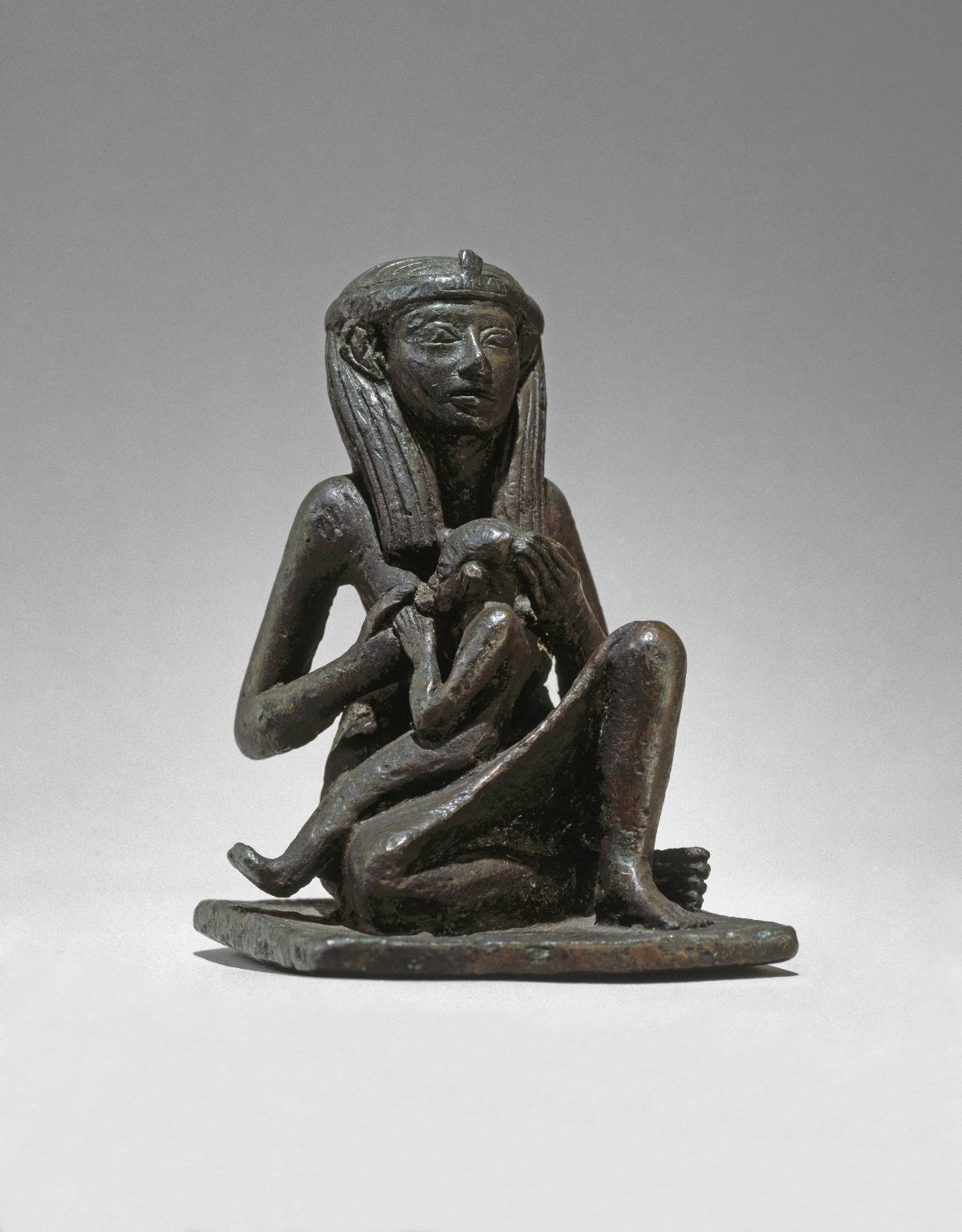
Древнеегипетская царевна Собенахт, ок. 1700—1630 до н.э.

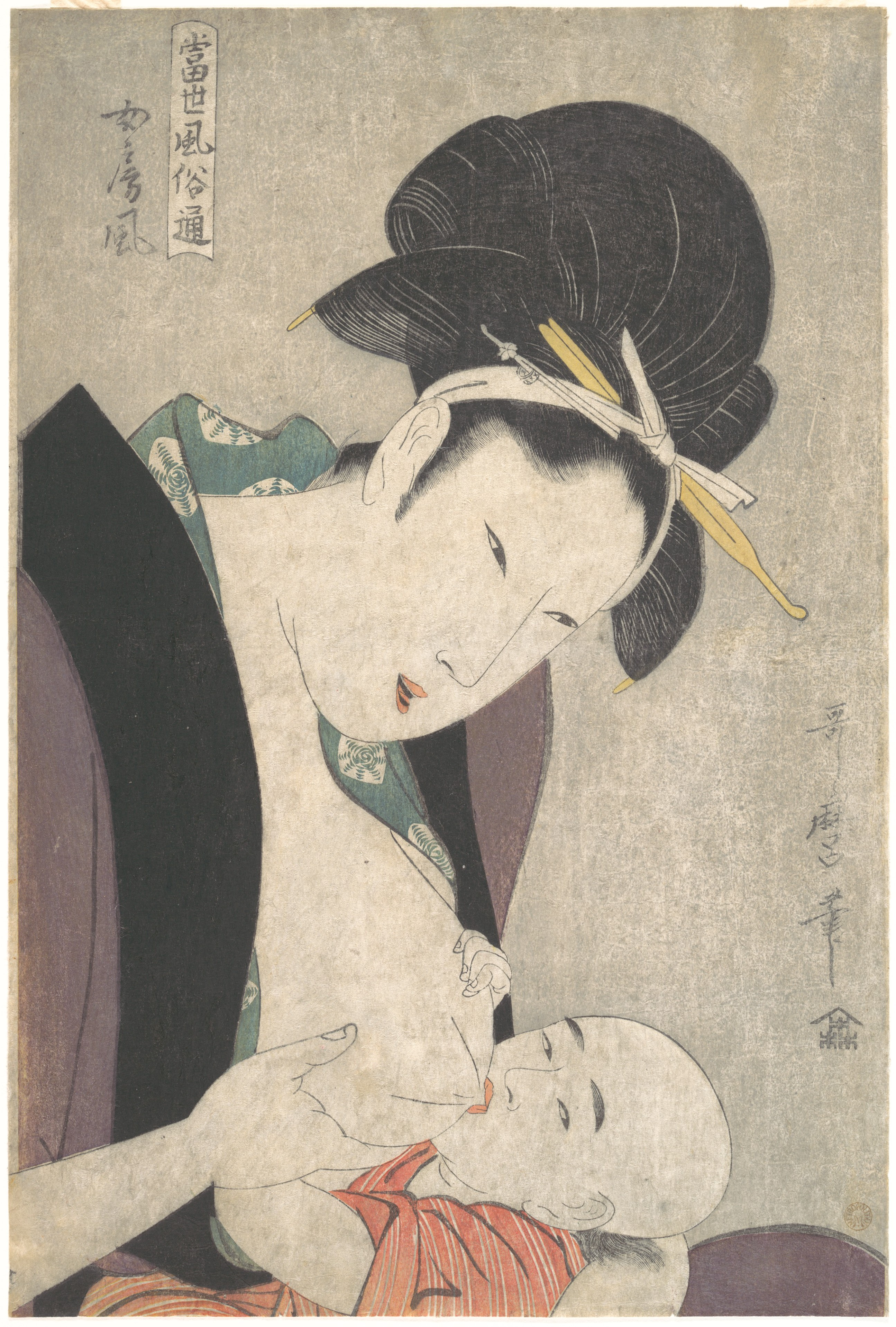
Рисунок Китагава Утамаро (1753–1806), Япония

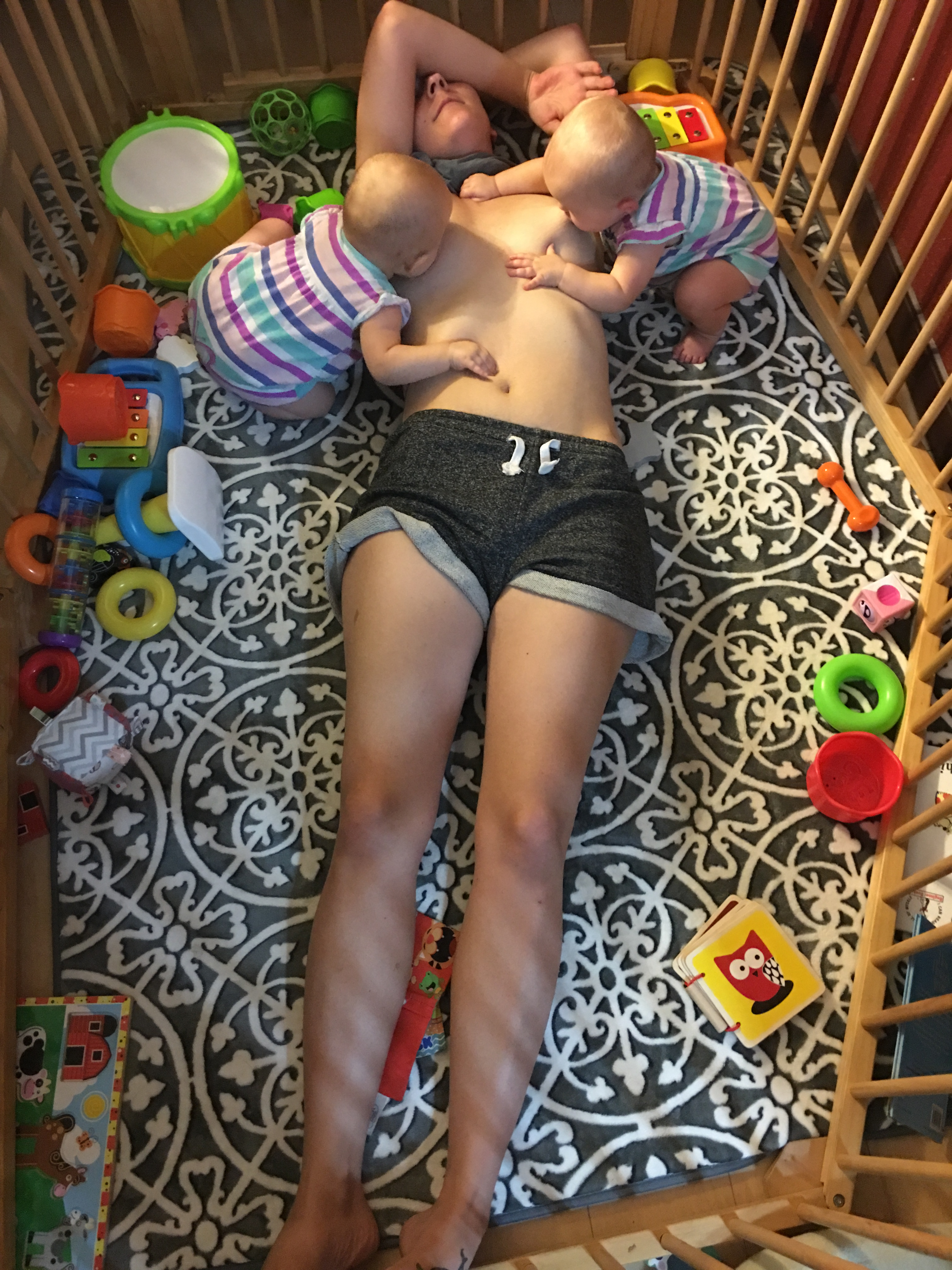
Кормление грудью 8-месячных близнецов

В нелактирующей молочной железе взрослой женщины имеются протоки, но секреторной ткани мало. Во время беременности секреторная ткань разрастается: под воздействием эстрогена и прогестерона протоки ветвятся и на их концах образуются альвеолы. Стенки альвеол состоят из секреторных эпителиальных клеток — лактоцитов и окружающего их слоя миоэпителиальных клеток.
С середины беременности лактоциты производят молозиво. С этого же времени грудь готова вырабатывать молоко, но этому препятствует высокий уровень плацентарных гормонов, в частности прогестерона. После рождения плаценты запускаются процессы, благодаря которым через несколько десятков часов после родов на смену молозиву приходит молоко.
Грудное молоко вырабатывается лактоцитами под воздействием гормона пролактина. Уровень пролактина повышается после кормления грудью, таким образом стимулируя выработку молока для следующего кормления.
Молоко выделяется из альвеол под воздействием гормона окситоцина. Сосание ребёнка приводит к рефлекторному выделению окситоцина гипофизом и повышению уровня этого гормона в крови матери. Окситоцин вызывает сокращение миоэпителиальных клеток, которые и выжимают молоко в протоки. В это же время, благодаря сокращению миоэпителиальных клеток, окружающих протоки, диаметр протоков увеличивается приблизительно вдвое. Молоко начинает вытекать по направлению к соску, в это время сосание ребёнка становится медленным (приблизительно одно сосательное движение в секунду) и глубоким, может быть слышно, как ребёнок глотает молоко.
Окситоциновый рефлекс может срабатывать несколько раз за кормление. Мать может ощущать срабатывание окситоцинового рефлекса как покалывание, распирание в груди (т. н. «прилив»), может отмечать усиление жажды, замечать, как молоко начинает капать из груди. Не все женщины ощущают срабатывание окситоцинового рефлекса, часть может заметить только изменение характера сосания ребёнка.
Выработка молока, кроме уровня пролактина, контролируется в самой груди по принципу обратной связи через вещество, названное «фактор, ингибирующий лактацию» (FIL), или «ингибитор». Это полипептид, содержащийся в самом грудном молоке, который угнетает выработку молока. Чем дольше молоко не удаляется из груди, тем сильнее эффект ингибитора, тем медленнее вырабатывается новое молоко. В процессе кормления или сцеживания ингибитор вместе с молоком удаляется из груди, поэтому скорость выработки молока возрастает. Этот механизм защищает грудь от переполнения и позволяет ребёнку регулировать количество молока у матери (если ребёнку требуется больше молока, он сосёт чаще и дольше, молоко с ингибитором постоянно удаляется, и скорость выработки молока остаётся высокой, таким образом, за сутки ребёнок получает больше молока).
Механизм регуляции выработки молока через ингибитор выходит на первый план через несколько недель после рождения ребёнка. В это время пролактин, хотя и необходим для выработки молока, не влияет на его количество. Из-за того, что скорость синтеза регулируется в каждой груди локально и независимо от другой груди, возможно остановить выработку молока только в одной груди и продолжать кормить второй.
Помощь в налаживании грудного вскармливания оказывают педиатры (в том числе роддомов), врачи в женской консультации и консультанты по грудному вскармливанию.
Недостаточная лактация именуется гипогалактией, отсутствие лактации — агалактией, истечение молока у человека, не занимающегося кормлением ребёнка, — галактореей.

## Продолжительность кормления
И ВОЗ, и ЮНИСЕФ рекомендуют для более полноценного развития ребёнка продолжать докармливать ребёнка грудью до 2 лет, так называемое продлённое грудное кормление. До 6 месяцев рекомендовано исключительно грудное вскармливание (после 6 месяцев следует вводить прикорм, после года молоко матери рекомендуется как дополнительное питание). Врачи объясняют это исключительной важностью грудного молока для формирования иммунитета, правильной работы внутренних органов, развития скелета и кальцификации коренных зубов.
При этом фактически детей отнимают от груди по-разному, в зависимости от экономических и культурных факторов, к примеру в России в среднем это происходит в 8 месяцев, и только 42 % детей продолжают питаться исключительно грудным молоком по крайней мере до 3 месяцев.

## Кормление по требованию
Поскольку именно аппетит ребёнка определяет суточную выработку молока у матери, рекомендуется[кем?] предлагать грудь в ответ на сигналы, которые подаёт сам ребёнок. Это называется кормлением по требованию. Кормление по требованию подразумевает, что ребёнка прикладывают к груди всякий раз, когда он как-то проявит своё желание пососать. Кормления не ограничивают ни по продолжительности, ни по количеству кормлений в сутки.

## Релактация
Релактацией называется процесс восстановления лактации женщиной, которая раньше кормила грудью.
Для релактации необходима регулярная (желательно каждые три часа или чаще) стимуляция груди сосанием ребёнка или сцеживанием. Это вызывает повышение уровня пролактина в крови у женщины, разрастание железистой ткани груди. В результате начинает вырабатываться молоко. Если молоко регулярно удаляется из груди, его выработка постепенно увеличивается. Описаны случаи, когда релактировали женщины в постменопаузе, например, бабушки, которым по какой-то причине приходилось прикладывать к груди внуков.
Похожим процессом является процесс налаживания кормления грудью приёмного ребёнка женщиной, которая никогда не кормила грудью. В ситуациях, когда молока ещё не достаточно, женщине могут порекомендовать использовать систему докорма у груди.

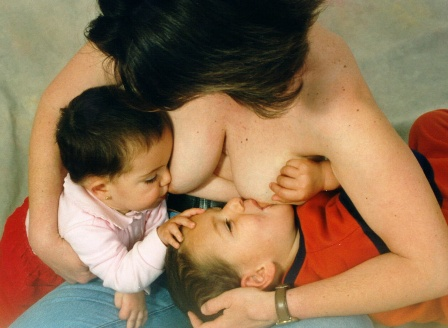
Тандемное вскармливание

## Тандемное вскармливание
Тандемным вскармливанием называют кормление грудью, при котором мать кормит детей разного возраста (например, новорождённого и двухлетнего ребёнка).

## Индуцированная лактация
В ситуации, когда женщина не рожала детей, когда её ребёнок был рождён другой женщиной (суррогатной матерью или был усыновлён), женщина также может кормить ребёнка грудью. В таком случае её лактация называется индуцированной. Её можно вызвать с помощью специфической гормональной терапии и/или механической стимуляцией сосков женщины. Если женщина кормит своего ребёнка и нуждается в увеличении лактации, чтобы кормить грудью приёмного ребёнка, то лактация называется частично индуцированной.

## Одежда для кормления и кормящих матерей
Существуют специальная одежда и нижнее белье для матерей, кормящих грудью. Как одежда, так и нижнее белье для кормления, сконструированы таким образом, что для кормления открывается лишь небольшая часть груди, достаточная для прикладывания ребёнка. В случае одежды (футболки, туники, платья и пр.) грудь, живот и спина матери остаются закрытыми, что позволяет сохранить тепло. В такой одежде существуют различные варианты обеспечения доступа к груди.

## Кормление у остальных млекопитающих

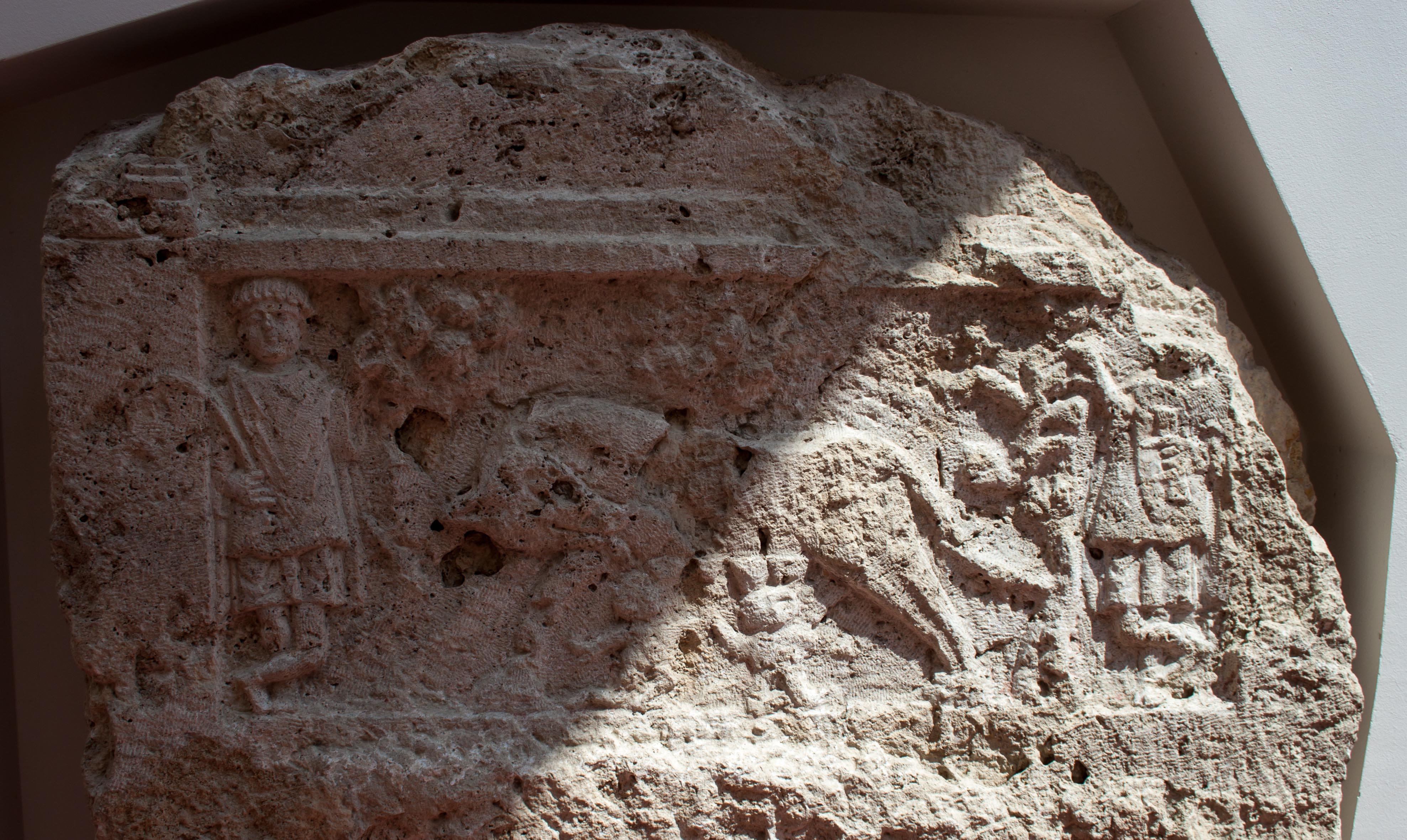
Могильная стела с Капитолийской волчицей

Естественное вскармливание молоком присуще для всех млекопитающих. Известны случаи и межвидового вскармливания молочными железами.